# Pasar Muara Tembesi
Pasar Muara Tembesi is een bestuurslaag in het regentschap Batang Hari van de provincie Jambi, Indonesië. Pasar Muara Tembesi telt 1213 inwoners (volkstelling 2010).